# 2020年東京パラリンピックのブルキナファソ選手団
2020年東京パラリンピックのブルキナファソ選手団は、2021年8月24日から9月5日まで日本の東京で開催された2020年東京パラリンピックブルキナファソ選手団の名簿。

## 選手団
- 人員: 選手 2人
- 開会式旗手: フェルディナンド・コンパオレ、クイリビ・ギス

## 種目別選手・スタッフ名簿及び成績

### 陸上
| 選手                         | 種目           | 予選 | 予選 | 決勝     | 決勝     |
| 選手                         | 種目           | 結果 | 順位 | 結果     | 順位     |
| ---------------------------- | -------------- | ---- | ---- | -------- | -------- |
| フェルディナンド・コンパオレ | 男子100m T13   | 失格 | 失格 | 予選敗退 | 予選敗退 |
| フェルディナンド・コンパオレ | 男子走幅跳 T13 | -    | -    | 4.98m PB | 8位      |
| クイリビ・ギス               | 女子砲丸投 F57 | -    | -    | 6.25m PB | 12位     |